# District de Harnai
Le district de Harnai (en ourdou : هرنای) est une subdivision administrative de la province du Baloutchistan au Pakistan. Créé en 2007 à partir du district de Sibi, le district a pour capitale Harnai.
Peuplé de quelque 100 000 habitants en 2017, le district est principalement peuplé par des Pachtounes.

## Histoire
Le district de Harnai est créé en 2007 alors qu'il était auparavant un tehsil du district de Sibi.

## Démographie
Lors du recensement de 1998, la population du tehsil de Harnai a été évaluée à 76 652 personnes, dont environ 21 % d'urbains. Le recensement suivant mené en 2017 pointe une population de 97 017 habitants, soit une croissance annuelle de 1,2 %, bien inférieure aux moyennes provinciale et nationale de 3,4 % et 2,4 % respectivement. Le taux d'urbanisation monte à 25 %.
En 2013, l'alphabétisation est estimée à 37 % par les autorités, dont 54 % pour les hommes et 18 % pour les femmes.
Le district est principalement peuplé par des Pachtounes parlant le wanetsi (ou tarino), un dialecte du pachto. Les Baloutches comptent pour seulement 7 % de la population.

## Administration

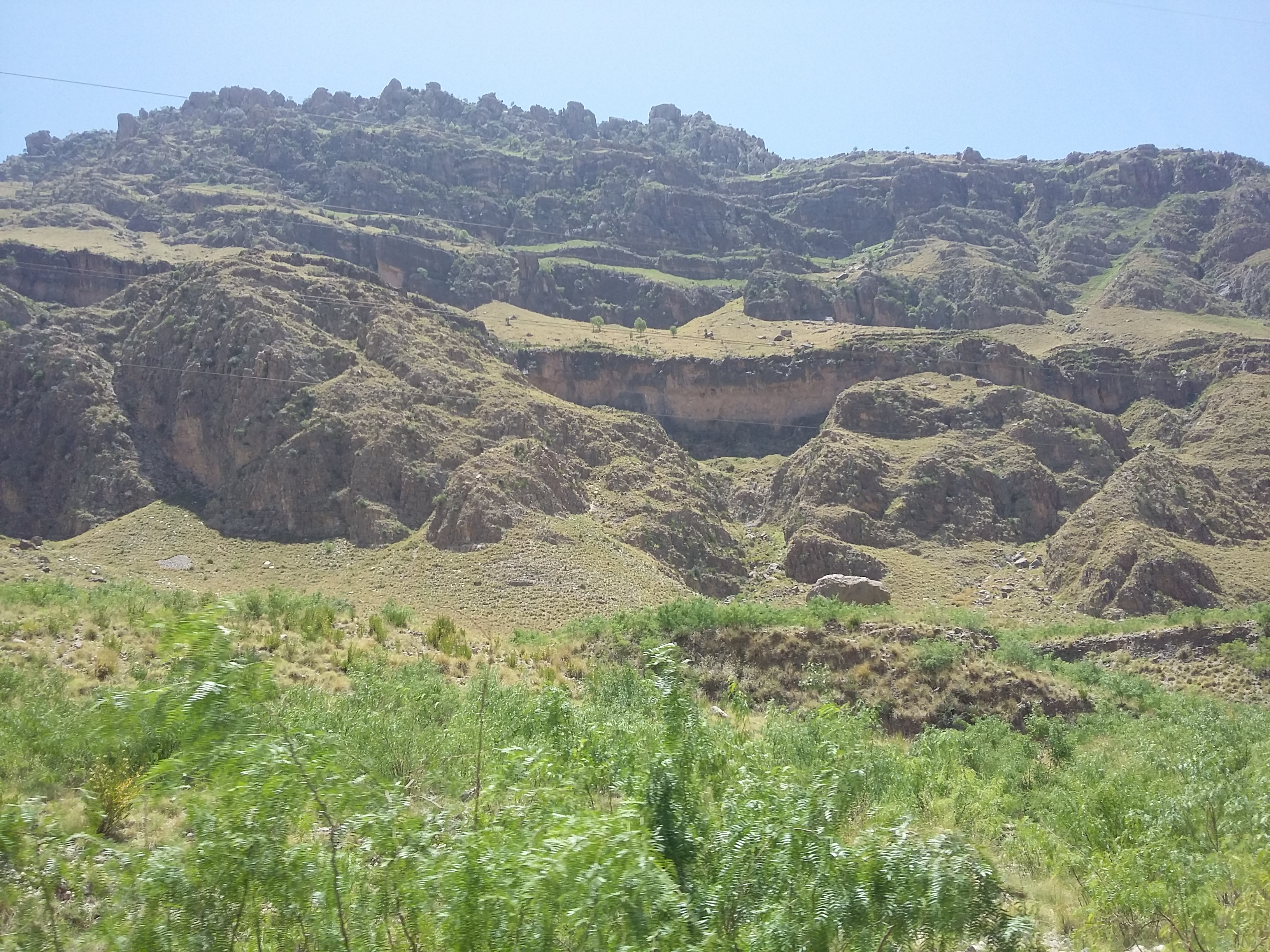
Paysage du district.

Le district est divisé en trois tehsil ou sous-tehsil ainsi que 34 Union Councils.
| Tehsil  | Population (rec. 2017) |
| ------- | ---------------------- |
| Harnai  | 67 861                 |
| Khoast  | 92 561                 |
| Shahrig | 67 861                 |

La capitale Harnai est la plus grande ville du district, suivie de peu par Shahrug.
| Ville   | Population (rec. 2017) |
| ------- | ---------------------- |
| Harnai  | 13 297                 |
| Shahrug | 11 257                 |

## Économie et éducation
Principalement pauvre et rurale, la population du district vit surtout de l'agriculture non irriguée, dépendante de pluies irrégulières. Seule 3 % de la superficie est cultivée, soit environ 86 kilomètres carrés. On y produit surtout du blé, de l'orge, de la moutarde, du sorgho et du maïs, ainsi des abricots et citrons notamment. On trouve également des mines de charbon.
Les services publics sont peu développés dans le district, notamment les infrastructures scolaires qui sont manquantes. Seuls 39 % des enfants sont scolarisés dans le primaire en 2013, et ce taux chute à 19 % pour l'enseignement secondaire.

## Politique
De 2002 à 2018, le district est partiellement représenté par la circonscription no 22 à l'Assemblée provinciale du Baloutchistan, qu'il partage avec le district de Sibi. Lors des élections législatives de 2008, elle a été remportée par un candidat du Parti national Awami, et durant les élections législatives de 2013, par un candidat du Pashtunkhwa Milli Awami.
Depuis le redécoupage électoral de 2018, le district partage avec quatre districts de la division de Zhob la circonscription no 258 de l'Assemblée nationale et partage avec Ziarat la circonscription no 6 de l'Assemblée provinciale du Baloutchistan. Lors des élections législatives de 2018, elles sont remportées par deux candidats du Parti baloutche Awami.